# Klastogen
Ein Klastogen ist ein Gift, welches Chromosomenaberrationen durch Bruch eines Chromosoms hervorruft oder induziert, durch den Teile eines Chromosoms verloren gehen oder einem anderen hinzugefügt werden oder die Bruchstücke neu angeordnet werden können.
Dieser Vorgang kann als eine Form der Mutagenese verstanden werden und kann zu Karzinogenese oder Missbildungen führen, da das Erbgut von Zellen, die durch den klastogenen Effekt nicht abgetötet werden, verändert werden kann: Klastogene können mutagen oder kanzerogen wirken, je nachdem, ob die Wirkung innerhalb der Keimbahn an eine Nachfolgegeneration weitergegeben wird oder ob sich in somatischen Zellen ein Tumor entwickelt.
Vermutete oder identifizierte Klastogene sind:
- Acridingelb,[4][5]
- Arsen oder seine Verbindungen,[4][6]
- Benzol,[4][7]
- Ethylenoxid,[4][8]
- Mimosin (Leucenol),[4]
- Phosphin,[4]
- Vanadium.[9]

Häufiger Kontakt mit Klastogenen erhöht die Wahrscheinlichkeit abnormaler Spermien und Entwicklungsstörungen der mit ihnen gezeugten Föten.

## Testverfahren
Chemische Substanzen können einem Chromosomenaberrations Assay oder einem Mikronukleus Assay unterzogen werden, um sie als Klastogene zu identifizieren oder von diesem Verdacht zu befreien.